# Ла-Таляза-д'Ампурда
Ла-Таля́за-д'Ампурда́ (кат. La Tallada d'Empordà, вимова літературною каталанською [təʎáðə dəmpuɾ'ða]) - муніципалітет, розташований в Автономній області Каталонія, в Іспанії. Код муніципалітету за номенклатурою Інституту статистики Каталонії - 171959. Знаходиться у районі (кумарці) Баш-Ампурда (коди району - 10 та BM) провінції Жирона, згідно з новою адміністративною реформою перебуватиме у складі Баґарії (округи) Жирона. 

## Назва муніципалітету
Назва муніципалітету походить від лат. torrĕnte.

## Населення
Населення міста (у 2007 р.) становить 395 осіб (з них менше 14 років - 13,7%, від 15 до 64 - 61,8%, понад 65 років - 24,6%). У 2006 р. народжуваність склала 3 особи, смертність - 5 осіб, зареєстровано 3 шлюби. У 2001 р. активне населення становило 149 осіб, з них безробітних - 8 осіб.

Серед осіб, які проживали на території міста у 2001 р., 294 народилися в Каталонії (з них 220 осіб у тому самому районі, або кумарці), 14 осіб приїхало з інших областей Іспанії, а 15 осіб приїхало з-за кордону. 

Вищу освіту має 15,9% усього населення. 

У 2001 р. нараховувалося 114 домогосподарств (з них 23,7% складалися з однієї особи, 28,9% з двох осіб,12,3% з 3 осіб, 21,9% з 4 осіб, 6,1% з 5 осіб, 3,5% з 6 осіб, 2,6% з 7 осіб, 0,9% з 8 осіб і 0% з 9 і більше осіб).

Активне населення міста у 2001 р. працювало у таких сферах діяльності : у сільському господарстві - 34%, у промисловості - 12,8%, на будівництві - 7,1% і у сфері обслуговування - 46,1%. 

 У муніципалітеті або у власному районі (кумарці) працює 148 осіб, поза районом - 65 осіб.

### Безробіття
У 2007 р. нараховувалося 9 безробітних (у 2006 р. - 10 безробітних), з них чоловіки становили 44,4%, а жінки - 55,6%.

## Економіка

### Підприємства міста

#### Промислові підприємства
| \| Промислові підприємства міста, за сферою діяльності \| Промислові підприємства міста, за сферою діяльності \| Промислові підприємства міста, за сферою діяльності \| \| Рік \| 2002 р. \| 2001 р. \| \| --------------------------------------------------- \| --------------------------------------------------- \| --------------------------------------------------- \| \| Енергетичні та водні ресурси \| 33,3% \| 33,3% \| \| Хімія та метали \| 16,7% \| 16,7% \| \| Переробка металів \| 0% \| 0% \| \| Продукти харчування \| 33,3% \| 33,3% \| \| Текстиль \| 0% \| 0% \| \| Виробництво меблів, видання \| 16,7% \| 16,7% \| \| Інше \| 0% \| 0% \| \| Усього підприємств \| 6 \| 6 \| |         |         |
| Промислові підприємства міста, за сферою діяльності |         |         |
| Рік | 2002 р. | 2001 р. |
| Енергетичні та водні ресурси | 33,3%   | 33,3%   |
| Хімія та метали | 16,7%   | 16,7%   |
| Переробка металів | 0%      | 0%      |
| Продукти харчування | 33,3%   | 33,3%   |
| Текстиль | 0%      | 0%      |
| Виробництво меблів, видання | 16,7%   | 16,7%   |
| Інше | 0%      | 0%      |
| Усього підприємств | 6       | 6       |

#### Роздрібна торгівля
| \| Підприємства роздрібної торгівлі міста, за сферою діяльності \| Підприємства роздрібної торгівлі міста, за сферою діяльності \| Підприємства роздрібної торгівлі міста, за сферою діяльності \| \| Рік \| 2002 р. \| 2001 р. \| \| ------------------------------------------------------------ \| ------------------------------------------------------------ \| ------------------------------------------------------------ \| \| Продукти харчування \| 33,3% \| 33,3% \| \| Одяг та взуття \| 0% \| 0% \| \| Товари для дому \| 0% \| 0% \| \| Книги та періодичні видання \| 0% \| 0% \| \| Промислова хімічна продукція \| 0% \| 0% \| \| Продукція, пов'язана з транспортними засобами \| 0% \| 0% \| \| Інше \| 66,7% \| 66,7% \| \| Усього підприємств \| 6 \| 6 \| |         |         |
| Підприємства роздрібної торгівлі міста, за сферою діяльності |         |         |
| Рік | 2002 р. | 2001 р. |
| Продукти харчування | 33,3%   | 33,3%   |
| Одяг та взуття | 0%      | 0%      |
| Товари для дому | 0%      | 0%      |
| Книги та періодичні видання | 0%      | 0%      |
| Промислова хімічна продукція | 0%      | 0%      |
| Продукція, пов'язана з транспортними засобами | 0%      | 0%      |
| Інше | 66,7%   | 66,7%   |
| Усього підприємств | 6       | 6       |

#### Сфера послуг
| \| Підприємства міста, що працюють у сфері послуг, за діяльністю \| Підприємства міста, що працюють у сфері послуг, за діяльністю \| Підприємства міста, що працюють у сфері послуг, за діяльністю \| \| Рік \| 2002 р. \| 2001 р. \| \| ------------------------------------------------------------- \| ------------------------------------------------------------- \| ------------------------------------------------------------- \| \| Гуртова торгівля \| 5% \| 10% \| \| Готелі та готельний бізнес \| 15% \| 15% \| \| Транспорт та зв'язок \| 10% \| 10% \| \| Посередницькі фінансові послуги \| 0% \| 0% \| \| Послуги підприємствам \| 5% \| 5% \| \| Послуги фізичним особам \| 55% \| 50% \| \| Нерухомість та ін. \| 10% \| 10% \| \| Усього підприємств \| 20 \| 20 \| |         |         |
| Підприємства міста, що працюють у сфері послуг, за діяльністю |         |         |
| Рік | 2002 р. | 2001 р. |
| Гуртова торгівля | 5%      | 10%     |
| Готелі та готельний бізнес | 15%     | 15%     |
| Транспорт та зв'язок | 10%     | 10%     |
| Посередницькі фінансові послуги | 0%      | 0%      |
| Послуги підприємствам | 5%      | 5%      |
| Послуги фізичним особам | 55%     | 50%     |
| Нерухомість та ін. | 10%     | 10%     |
| Усього підприємств | 20      | 20      |

## Житловий фонд
У 2001 р. 2,6% усіх родин (домогосподарств) мали житло метражем до 59 м2, 11,4% - від 60 до 89 м2, 25,4% - від 90 до 119 м2 і
60,5% - понад 120 м2.

З усіх будівель у 2001 р. 54,3% було одноповерховими, 45,2% - двоповерховими, 0,5% - триповерховими, 0% - чотириповерховими, 0% - п'ятиповерховими, 0% - шестиповерховими, 0% - семиповерховими, 0% - з вісьмома та більше поверхами.

## Автопарк
| \| Автомобілі, зареєстровані у місті, за призначенням \| Автомобілі, зареєстровані у місті, за призначенням \| Автомобілі, зареєстровані у місті, за призначенням \| \| Рік \| 2006 р. \| 2005 р. \| \| -------------------------------------------------- \| -------------------------------------------------- \| -------------------------------------------------- \| \| Приватні автомобілі \| 55% \| 55,3% \| \| Мотоцикли \| 9% \| 8,1% \| \| Вантажівки \| 28,1% \| 29,1% \| \| Трактори \| 1,2% \| 1% \| \| Автобуси та ін. \| 6,7% \| 6,6% \| \| Усього автомобілів \| 431 шт. \| 409 шт. \| |         |         |
| Автомобілі, зареєстровані у місті, за призначенням |         |         |
| Рік | 2006 р. | 2005 р. |
| Приватні автомобілі | 55%     | 55,3%   |
| Мотоцикли | 9%      | 8,1%    |
| Вантажівки | 28,1%   | 29,1%   |
| Трактори | 1,2%    | 1%      |
| Автобуси та ін. | 6,7%    | 6,6%    |
| Усього автомобілів | 431 шт. | 409 шт. |

## Вживання каталанської мови
У 2001 р. каталанську мову у місті розуміли 99,7% усього населення (у 1996 р. - 99,4%), вміли говорити нею 95,3% (у 1996 р. - 94,8%), вміли читати 92,1% (у 1996 р. - 89,5%), вміли писати 78,2% (у 1996 р. - 67,4%). Не розуміли каталанської мови 0,3%.

## Політичні уподобання
У виборах до Парламенту Каталонії у 2006 р. взяло участь 208 осіб (у 2003 р. - 198 осіб). Голоси за політичні сили розподілилися таким чином:
| \| Вибори до Парламенту Каталонії \| Вибори до Парламенту Каталонії \| Вибори до Парламенту Каталонії \| \| Рік \| 2006 р. \| 2003 р. \| \| -------------------------------------- \| ------------------------------ \| ------------------------------ \| \| Конвергенція та Єднання (CiU) \| 40,9% \| 36,4% \| \| Соціалістична партія Каталонії (PSC) \| 19,7% \| 26,8% \| \| Народна партія (PP) \| 2,4% \| 1,5% \| \| Ініціатива за Каталонію — Зелені (ICV) \| 9,1% \| 4% \| \| Республіканська лівиця Каталонії (ERC) \| 25% \| 29,8% \| \| Громадяни — Громадянська партія (C's) \| 0% \| 0% \| \| Інші \| 2,9% \| 1,5% \| |         |         |
| Вибори до Парламенту Каталонії |         |         |
| Рік | 2006 р. | 2003 р. |
| Конвергенція та Єднання (CiU) | 40,9%   | 36,4%   |
| Соціалістична партія Каталонії (PSC) | 19,7%   | 26,8%   |
| Народна партія (PP) | 2,4%    | 1,5%    |
| Ініціатива за Каталонію — Зелені (ICV) | 9,1%    | 4%      |
| Республіканська лівиця Каталонії (ERC) | 25%     | 29,8%   |
| Громадяни — Громадянська партія (C's) | 0%      | 0%      |
| Інші | 2,9%    | 1,5%    |

У муніципальних виборах у 2007 р. взяло участь 248 осіб (у 2003 р. - 143 особи). Голоси за політичні сили розподілилися таким чином:
| \| Муніципальні вибори \| Муніципальні вибори \| Муніципальні вибори \| \| Рік \| 2007 р. \| 2003 р. \| \| -------------------------------------- \| ------------------- \| ------------------- \| \| Конвергенція та Єднання (CiU) \| 48,8% \| 0% \| \| Соціалістична партія Каталонії (PSC) \| 51,2% \| 100% \| \| Народна партія (PP) \| 0% \| 0% \| \| Ініціатива за Каталонію — Зелені (ICV) \| 0% \| 0% \| \| Республіканська лівиця Каталонії (ERC) \| 0% \| 0% \| \| Громадяни — Громадянська партія (C's) \| 0% \| 0% \| \| Інші \| 0% \| 0% \| |         |         |
| Муніципальні вибори |         |         |
| Рік | 2007 р. | 2003 р. |
| Конвергенція та Єднання (CiU) | 48,8%   | 0%      |
| Соціалістична партія Каталонії (PSC) | 51,2%   | 100%    |
| Народна партія (PP) | 0%      | 0%      |
| Ініціатива за Каталонію — Зелені (ICV) | 0%      | 0%      |
| Республіканська лівиця Каталонії (ERC) | 0%      | 0%      |
| Громадяни — Громадянська партія (C's) | 0%      | 0%      |
| Інші | 0%      | 0%      |